# NGC 5858
NGC 5858 ist eine 12,8 mag helle Elliptische Galaxie vom Hubble-Typ E6 im Sternbild Waage und etwa 93 Millionen Lichtjahre von der Milchstraße entfernt. 
Sie wurde am 14. Mai 1882 von Edward Holden entdeckt.